# Hiroszaki várkastély
A hiroszaki várkastély (弘前城; Hepburn: Hirosaki-jō) 1611-ben épült hirajama-stílusban. A kastély a Cugaru-klán székhelye volt , akik akkoriban a Mucu provinciában található Hiroszaki birtok felett uralkodtak, ami a mai Aomori prefektúra központi része. A kastélyt takaokai várkastélynak (鷹岡城 vagy 高岡城; Hepburn: Takaoka-jō) is nevezték.

## Alapadatok
A hiroszaki várkastély 3 szintes, kelet-nyugati irányban 612 méter, észak-déli irányban 947 méter hosszúságú. A vár területe hat várfallal van elválasztva, melyek között korábban várárkok voltak. Szokatlan módon az Edo-kori vártorony és a vár körvonalai sértetlenül fennmaradtak.
A kastély 1611 és 1871 között volt használatban, manapság Japán egyik nemzeti kulturális öröksége.

## Története
A hadakozó fejedelemségek korának végén Tojotomi Hidejosi Óura Tamenobu-t 45 000 koku nagyságú földdel jutalmazta az odawarai csatában szerzett érdemeiért. Tamenobu ekkor vette fel a Cugaru családnevet. A szekigaharai csatában Tokugava Iejaszu oldalán harcolt, ekkor vált hivatalosan a hiroszaki birtok urává, melynek területét még 2000 kokuval kibővítették.
1603-ban kezdte el a hiroszaki vár építését, azonban 1604-ben bekövetkezett halála félbeszakította a munkálatokat. Az építkezést utódja, Cugaru Nobuhira folytatta 1609-ben, aki hogy felgyorsítsa a munkafolyamatot, bizonyos épületeket nem építtetett meg, és igyekezett kevesebb építőanyagot felhasználni. A kastély 1611-re készült el. 1627-ben az eredetileg 6 szintes fő vártoronyba villám csapott, majd az egész megsemmisült amikor a tűz elérte a lőszer raktárt. Ezt csak 1810-ben építtette újra a 9. daimjó, Cugaru Jaszucsika, a mai háromszintes formájában.
A Meidzsi-restauráció és a korábbi hanrendszer megszüntetésének idején a Cugaru család megadta magát a Meidzsi kormánynak. 1871-ben a Japán Császári Hadsereg egy osztaga itt volt elszállásolva, majd 1873-ban a palota egyes részeit, a harcművészeti iskolát és a várfalak nagy részét lebontották. 1894-ben a Cugaru család a várkastély egyes részeit a kormánynak adományozta, hogy azokat közcélra, egy park kialakítására használhassák fel. A parkot a következő évben nyitották meg a nagyközönség előtt. 1898-ban a Japán Császári Hadsereg 8. hadosztálya fegyverraktárt hozott létre a vár területén. 1906-ban a két megmaradt vártorony is leégett. 1909-ben avatták fel Cugaru Tamenobu 4 méteres bronzszobrát. 1937-ben a kastély 8 részét védelem alá vették és nemzeti kincsnek nyilvánították, azonban a második világháború alatt, 1944-ben a kastély összes bronzból készült tetőcserepét, díszítését elvitték, hogy fölhasználhassák a háborúban.
1950-ben a vár összes fennmaradt részét (kivéve a harmadik falnál található keleti kaput) kulturális örökségnek nyilvánították, majd 1952-ben további védelmet kapott azáltal, hogy nemzeti történelmi helyszínnek jelölték. 1953-ban a vár védett helyszínei közé került a felújított keleti kapu is.
Az 1999-ben és 2000-ben végzett ásatások feltárták a vár korábbi, mára elpusztult részeit, továbbá egy sintó szentélyt is. 2006-ban a hiroszaki várkastély fölkerült a 100 legszebb japán kastély listájára.

## Kert
A vár körül található Hiroszaki park Japán egyik leghíresebb cseresznyevirág néző helye. A „sakura matsuri” (cseresznyevirág ünnep) alatt több mint egy millió ember élvezi a park 2600 cseresznyefájának látványát (melyeket eredetileg 1903 körül ültettek).

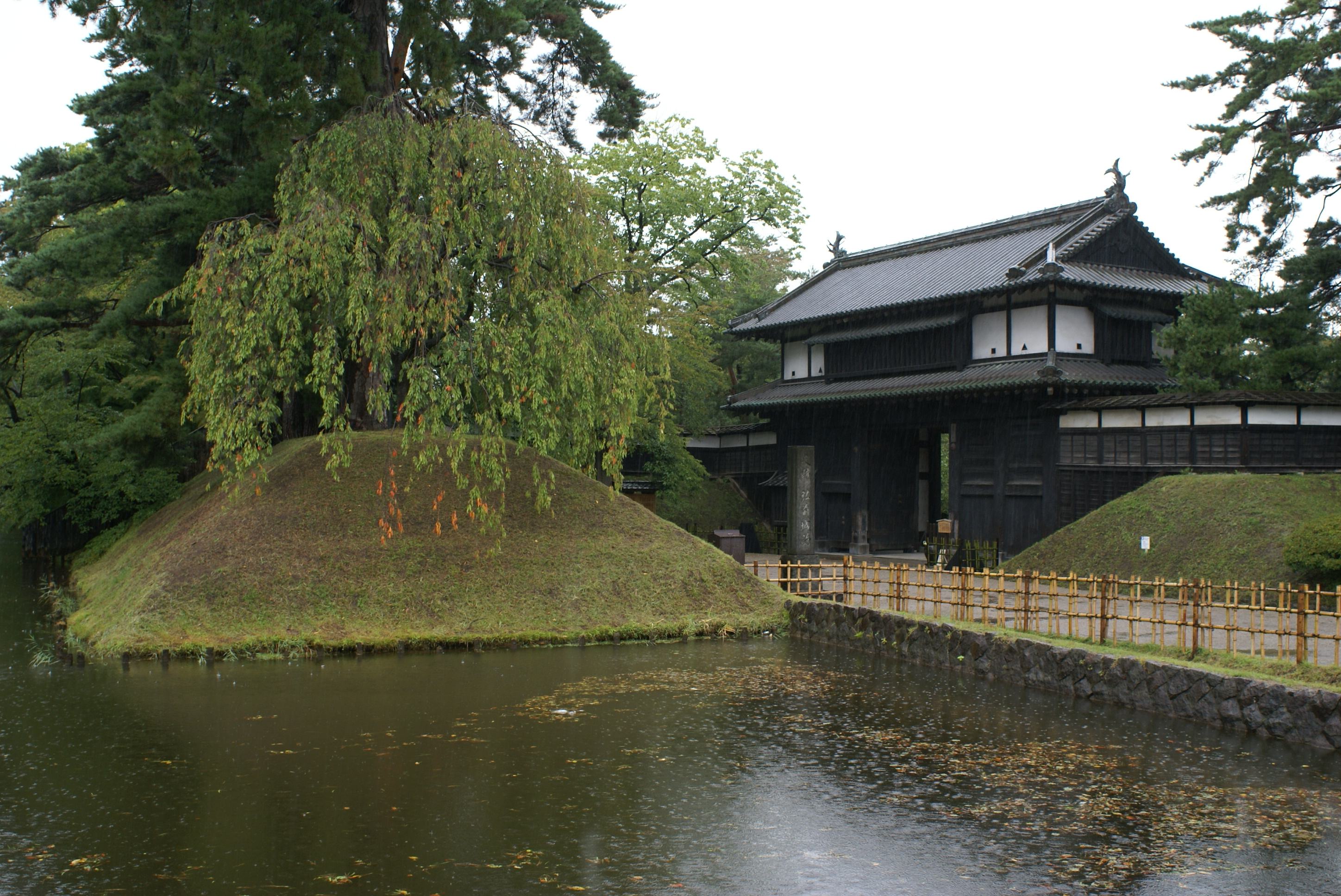
Szannomaru Ōtemon kapu
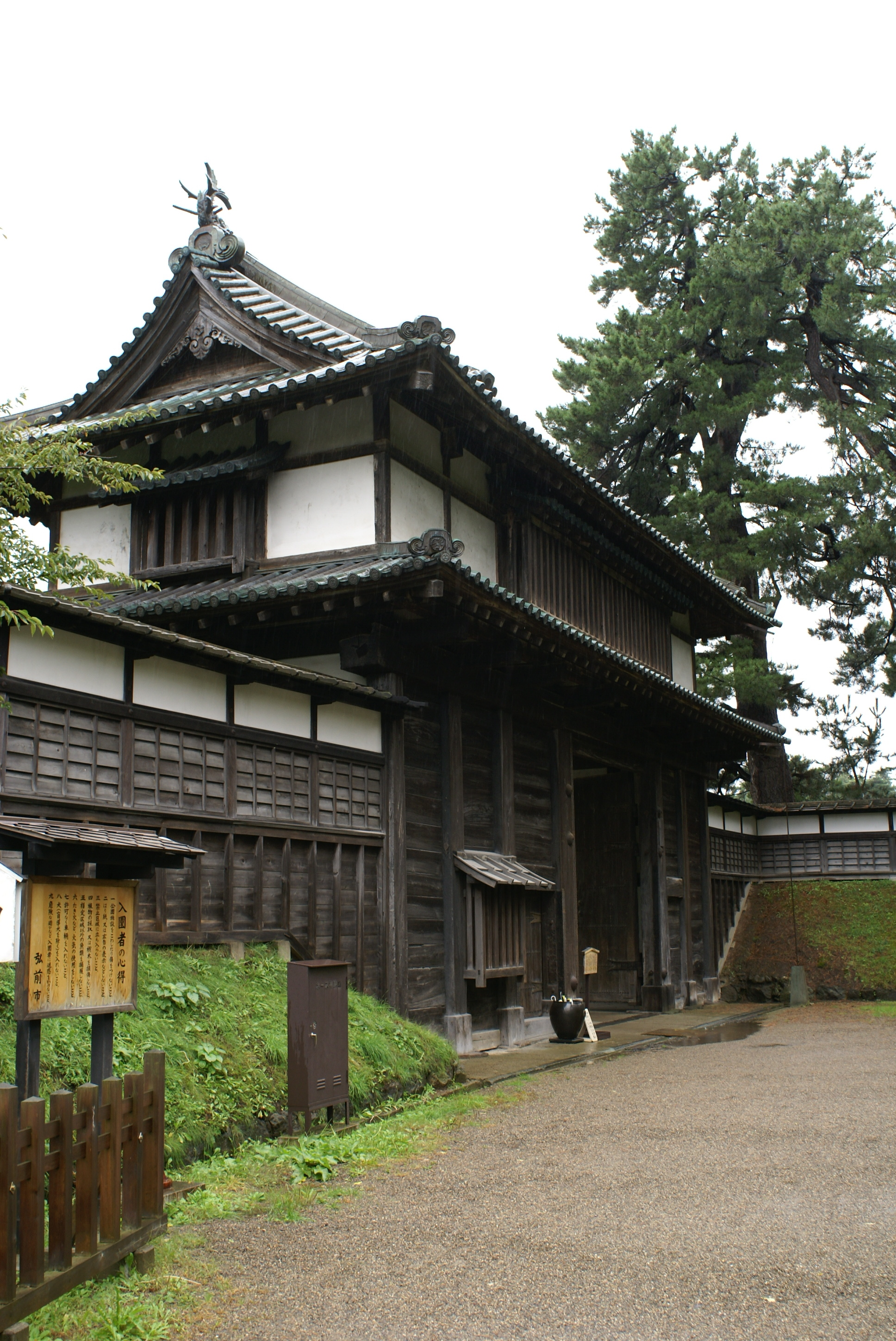
Kitanokuruva északi kapu
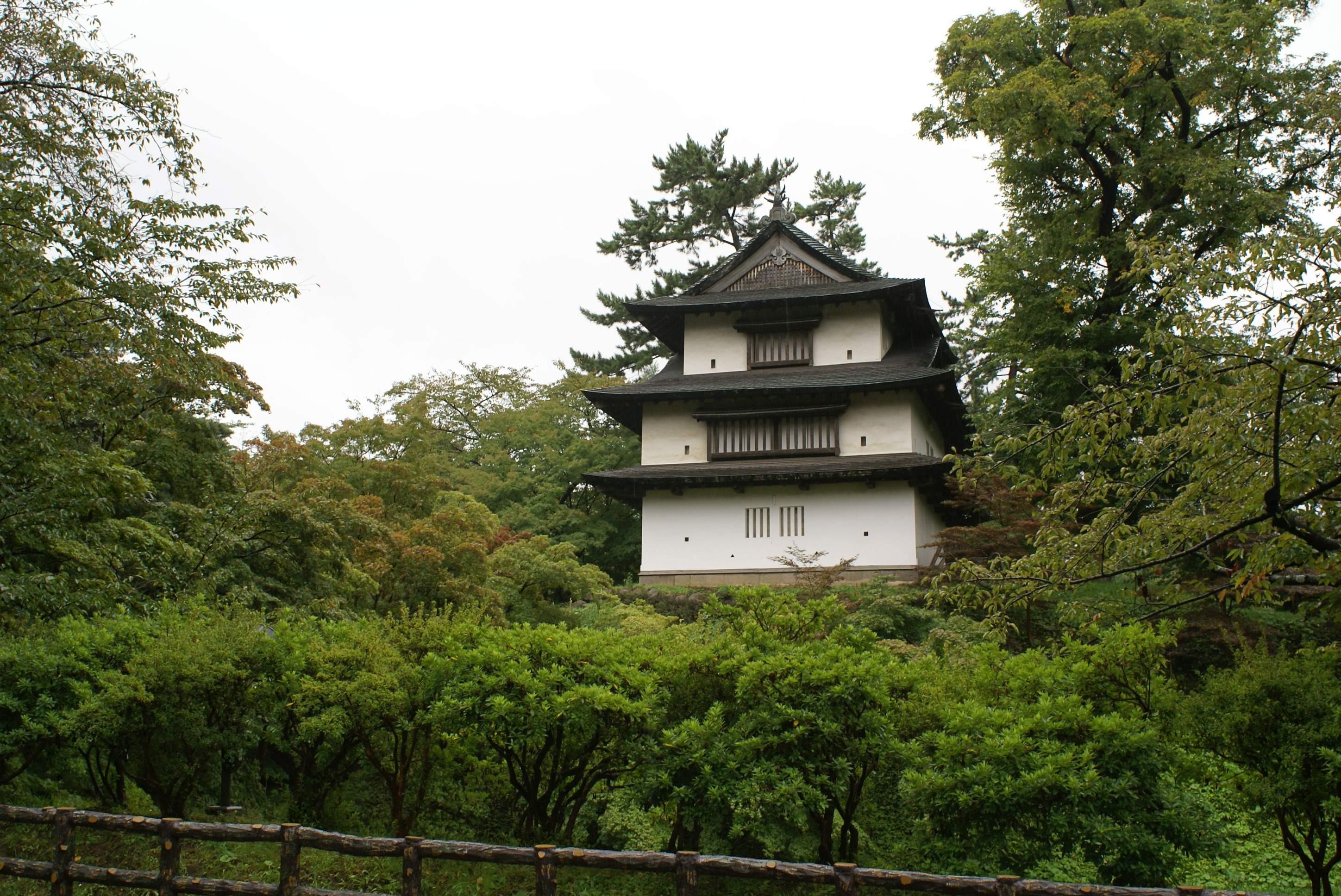
Ninomaru Tacumi vártorony

## Fordítás
- Ez a szócikk részben vagy egészben  a   Hirosaki Castle  című angol Wikipédia-szócikk fordításán alapul.  Az eredeti cikk szerkesztőit annak laptörténete sorolja fel. Ez a jelzés csupán a megfogalmazás eredetét és a szerzői jogokat jelzi, nem szolgál a cikkben szereplő információk forrásmegjelöléseként.